# Ichneumon ocreatus
Ichneumon ocreatus är en stekelart som beskrevs av Gmelin 1790. Ichneumon ocreatus ingår i släktet Ichneumon och familjen brokparasitsteklar. Inga underarter finns listade i Catalogue of Life.